# Garota Dourada
Garota Dourada é um filme brasileiro de 1984, do gênero aventura, dirigido por Antônio Calmon.

## Sinopse
Depois de ser abandonado por sua esposa, o surfista Ricardo Valente decide ir para o litoral catarinense na companhia de sua filha e do astro de rock Zeca. Lá ele se apaixona por Diana e desperta fúria do inescrupuloso Betinho, também apaixonado pela moça. Os dois travarão uma emocionante disputa pelo coração de Diana, a "garota dourada".

## Elenco
- André de Biase ... Valente
- Bianca Byington ... Diana
- Andréa Beltrão ... Gloria
- Roberto Bataglin ... Betinho
- Sergio Mallandro ... Zeca
- Ricardo Graça Mello ... Kid
- Geraldo Del Rey ... Águia
- Cláudia Magno ... Patrícia
- Alexandre Frota ... Peninha
- Felipe Martins ... Gigante
- Marcos Palmeira
- Fabianne Rocha ... Mali
- Carlos Wilson ... Shangri-la
- Marina Lima ... Bel
- Ritchie ... Ele mesmo
- Guilherme Arantes ... Ele mesmo